# Leinetalschulen
Die Leinetalschulen im Stadtteil Kleefeld in Hannover gehören zum Trägerverein Verein für Integration und Bildung (VIB). Es handelt sich um eine Verbundschule bestehend aus einem Gymnasium und einer Realschule.

## Schultypen
Es handelt sich um ein Gymnasium und eine Realschule. Die Schulen sind vom Rechtsstatus her Ersatzschulen, seit 2010 mit staatlicher Anerkennung. Beide Schulen sind durchweg einzügig.

## Besonderheiten
Beide Schulen sind Ganztagsschulen, im Nachmittagsbereich existieren verschiedene Förderangebote, Arbeitsgemeinschaften und andere Aktivitäten, dazu gehört auch die Teilnahme der Schulen am Comenius-Programm und an der Internationalen Mathematik-Olympiade. Beide Schulen erheben für den Besuch ein monatliches Schulgeld und eine Aufnahmegebühr. Bei sehr gutem Notendurchschnitt im vierten Schuljahr werden Ermäßigungen gewährt. Als zweite Fremdsprache wird ausschließlich Französisch angeboten. Keine Klasse umfasst mehr als 24 Schüler.

## Trägerverein
Trägerverein der Schulen ist der Verein für Integration und Bildung (VIB), der 1995 gegründet wurde und bereits seit vor der Schulgründung mit verschiedenen migrantentypischen Förderangeboten wie Sprach- und Integrationskursen, aber auch als allgemeinbildendes Nachhilfeinstitut mit mehreren Filialen in Hannover aktiv ist.

## Geschichte
Im Jahr 2007 wurde das Gymnasium unter dem Namen Gymnasium VIB gegründet. Ein Jahr später erfolgte die Gründung der Realschule, der Schulverbund wurde nun in Privatschulen VIB umbenannt. Zum Schuljahr 2011/12 folgte die Umbenennung in Leinetalschulen. Alternativ dazu nennt sich der Verbund jedoch auch Leinetal Gymnasium und Realschule. Die ersten Abiturienten wurden im Jahr 2014 entlassen, gleiches gilt auch für die ersten Absolventen der Realschule. Im Schuljahr 2018/19 gehören 234 Schüler und 33 Lehrer der Schule an.

## Name
Der Name leitet sich von dem Fluss Leine ab, an dem die Stadt Hannover liegt. Die Schule liegt aber nicht in der Nähe des Flusslaufes, sondern einige Kilometer davon entfernt. Auch liegt Hannover nicht im Tal der Leine, da das Stadtgebiet bis auf wenige Hügel flach ist.
Das geographische Leinetal befindet sich in Südniedersachsen. Dort gibt es nahe der Stadt Einbeck eine Gruppe von Schulen, die ebenfalls Leinetalschulen heißen, mit den besonderen Profil der hannoverschen Leinetalschulen jedoch in keiner Verbindung stehen. Einbeck liegt im Leinetal am Leinebergland.
Alternativ zum Kompositum Leinetalschulen werden die hannoverschen Schulen auf eigenen Publikationen auch Leinetal Gymnasium und Realschule genannt.